# Notasterias candicans
Notasterias candicans är en sjöstjärneart som först beskrevs av Ludwig 1903.  Notasterias candicans ingår i släktet Notasterias och familjen trollsjöstjärnor. Inga underarter finns listade i Catalogue of Life.